# Барановский, Ян Юзеф
Ян Ю́зеф Барано́вский (пол. Jan Józef Baranowski; 7 сентября 1805, Смиловичи, Минская губерния — 30 марта 1888, Лондон) — польский экономист, финансист, филолог, инженер и изобретатель, представитель Великой эмиграции. Автор многих изобретений в области железнодорожного дела, коммуникаций, бухгалтерского учёта, в том числе — семафора, компостера для билетов и газомера (газового счётчика).

## Биография
Ян Юзеф Барановский родился в Смиловичах, в Минской губернии. Его родителями были польский шляхтич герба Гржимала Марцин Барановский и Марианна, урождённая Шалкевич.
Он начал своё образование в шляхетском пансионе у ксендзов-миссионеров (лазаристов), чей монастырь был расположен в Смиловичах, а продолжил — в классической гимназии в Минске. В 1821—1825 гг. учился на математическо-физическом факультете Виленского университета, а в 1825—1828 гг. — на факультете права того же университета, где получил степень кандидата права. После этого поступил на работу в отдел иностранной корреспонденции Польского банка.
Участвовал как доброволец в Ноябрьском восстании 1830—1831 гг. Поначалу служил в корпусе Гидов, затем — в 5-м уланском полку. Отряд, в котором служил Барановский, находился в подчинении генерала Джироламо Раморино. В конце восстания этот отряд перешёл границу с Австрией и там был интернирован.
Начиная с 1832 г. Барановский жил в эмиграции во Франции — в Гре, Лионе и Шалон-сюр-Соне. Там он работал как банковский служащий и как продавец в магазинах. В 1837 г. переехал в Париж, где устроился на работу кассира в банке «Ельски, Дюссар и компания». В 1843—1848 гг. работал на должности инспектора железной дороги Париж—Руан—Гавр. Его разработки в области бухгалтерского учёта были высоко оценены руководством и внедрены в этой и других железнодорожных компаниях. В 1848 г. оставил эту работу и посвятил себя изобретательской деятельности.
В 1871 г., после Франко-прусской войны, Франция должна была выплачивать большую контрибуцию. Барановский разработал и представил властям план государственного займа, который был одобрен. Но за это он не получил никакой награды. Это подтолкнуло его покинуть Францию и перебраться в Лондон. Там он устроился на должность помощника секретаря Литературного общества польских друзей (связанного с Отелем Ламбер) и занялся составлением словарей. Он был полиглотом, и, кроме польского, знал немецкий, французский и английский языки. В 1880 г. издал «Англо-польскую грамматику для студентов» (учебник польской грамматики для англичан).
В конце жизни опубликовал автобиографию на французском и английском языках.

## Изобретения
Барановский был автором многих изобретений, 17 из которых было запатентовано во Франции. К ним относятся:
- газомер (счётчик газа);
- ручной компостер для билетов; похожий прибор используется до настоящего времени. За это изобретение на Национальной выставке в Париже в 1849 г. Барановский получил медаль министерства общественных работ и медаль Общества поощрения изобретений;
- машина для печати и контроля билетов; эта машина позволяла печатать билеты со скоростью 5 тысяч штук в час; это изобретение было отмечено наградой на Всемирной выставке в Лондоне в 1851 г.;
- семафор, или автоматическая система сигналов на железной дороге. Это изобретение Барановского впервые было применено в 1857 г. на линии Париж—Руан, а в ноябре того же года — на линии Париж—Сен-Жермен. В следующем году система была внедрена в Италии, на линии Гения—Турин, позднее — на линии Париж—Брюссель. Семафор был представлен на Всемирной выставке в Лондоне в 1862 г., и позднее был введён также в Англии;
- машина для контроля счёта (англ. tax machine); на Национальной выставке в Париже в 1849 г. была отмечена медалью от Общества поощрения изобретений;
- копировальная машина;
- машина для голосования, приспособленная для подсчёта голосов; представлена в 1848 г., запатентована годом позже.

## Публикации
Барановский публиковал работы на английском, французском и польском языках.
- Taxe-machine (1848)
- Application de la taxe machine (1849)
- Nouveau système de voter au moyen d’un appareil dit: Scrutateur Mécanique (1849)
- Projet de Statuts pour la formation d’une Societé anonyme sous le titre de Caisse Générale de France (1854)
- Taxe machine applicable à toutes les opérations de calcul, inventée par Jean-Joseph Baranowski (1855)
- Notice sur les signaux Baranowski (1959)
- Signal Baranowski (1859)
- Nouveaux systèmes des signaux-disques sans contre-poids et des lanternes sans poulies ni chaines (1864)
- Simple System for Checking the Passengers’ Fares in Omnibuses Or Tramways (1877)
- Vademecum de la langue française (1879)
- The Student’s Anglo-Polish Grammar (1880)
- Anglo-Polish Lexicon (1884)
- Wyjątek z ogólnej listy wynalazków mechanicznych (1886)

## Память
Портрет Барановского изображён на марке Почты Польши номиналом в 3 злотых.